# Suggs
Pour les articles homonymes, voir Suggs (homonymie).
Graham McPherson (né le 13 janvier 1961 à Hastings), plus connu sous le surnom de Suggs, est le chanteur du groupe de ska Madness.

## Carrière
Fils unique, il fut élevé par sa mère seule. 
Membre fondateur de Madness en 1979, il monte en 1988, après la fin du groupe en 1986, The Madness avec d'anciens membres, mais  sans succès. Il participera ensuite aux multiples reformations de Madness. Il travaille avec Morrissey sur le titre Piccadilly Palare en 1990.
Il apparaît dans le film The Tall Guy en 1989, ainsi que Don't Go Breaking My Heart en 1999.
Il commence dans les années 1990 une carrière solo et réalise deux albums : The Lone Ranger et The Three Pyramids Club. Son plus gros succès est la reprise de  Cecilia, de Simon et Garfunkel (n°4 au Royaume-Uni), ainsi que la reprise de I'm Only Sleeping, des Beatles  (n° 7) ; d'autres singles de son premier album sont Camden Town et No More Alcohol. De son second album, il sort le single I am a man extrait du film The Avengers.
Suggs manage dans les années 1990 le groupe indie dance The Farm avec le titre All Together Now qui sera n°1 au Royaume-Uni.
Grand supporter de Chelsea FC, il participe au disque Blue Day avec les joueurs de Chelsea.
Aujourd'hui, Suggs est aussi animateur radio sur Virgin Radio, en Angleterre.